# Lamaline (médicament)
Pour la ville canadienne, voir Lamaline.
La lamaline est un médicament antalgique commercialisé par Mylan, composé de paracétamol, d'opium et de caféine. Il s'agit d'un antalgique de palier II, il est donc indiqué dans les douleurs modérées à intenses,.
Elle est comme tout médicament, à utiliser avec précautions. La présence de paracétamol notamment doit être prise en compte afin d'éviter une combinaison trop importante avec d'autres médicaments en contenant. Un surdosage en paracétamol est la cause d'hépatite aiguë pouvant nécessiter des transplantations. La présence de poudre d'opium est également surveillée, en raison du risque de somnolence.

## Commercialisation
Ce médicament n'est commercialisé qu'en Tunisie et en France, où il est disponible depuis 2000.